# Traktat o wolności
Traktat o wolności – książka Ryszarda Legutki wydana w 2007 roku nakładem wydawnictwa Słowo/obraz terytoria.
Treścią publikacji jest gruntowna analiza pojęcia wolności. Autor rozważa klasyczne ujęcia tej kategorii, począwszy od koncepcji Platońskiej po liberalizm, dociekając często nieuświadomionych założeń leżących u ich podstaw. Przywołując aktualnie dyskutowane i nieraz kontrowersyjne przykłady, ukazuje trudności, jakie napotykają poszczególne ujęcia tego problemu, gdy w sposób nieuprawniony nadmiernie rozszerza się lub ogranicza ich pole znaczeniowe.